# Emeishan
Emeishan (kinesiska: 峨嵋山, pinyin: Éméi Shān) är ett berg beläget i staden med samma namn i provinsen Sichuan i sydvästra Kina. Namnet anses härstamma från ett likaljudande ord, "蛾眉" éméi, som betyder "vackra ögonbryn", vilket anspelar på bergkammens gracila vindlingar .
Emeishan är ett av de fyra heliga Buddhistbergen i Kina delat mellan daoism och kinesisk buddhism. Emeishans beskyddande Bodhisattva är Samantabhadra, känd på mandarin som Puxian. Några buddhistiska och daoistiska kloster associerade med berget var kända för att träna traditionell kinesisk kampsport.
Tillsammans med jättebuddhan i Leshan är Emeishan ett världsarv.